# Temporada de huracanes del Pacífico de 2021
La temporada de huracanes del Pacífico de 2021 contó con la llegada de múltiples huracanes a lo largo de la costa de México. Fue una temporada moderadamente activa, con actividad tropical por encima del promedio en términos de tormentas y huracanes nombrados, actividad por debajo del promedio en términos de huracanes importantes y una Energía Ciclónica Acumulada (ACE) casi normal. La temporada comenzó oficialmente el 15 de mayo en el Océano Pacífico Oriental y el 1 de junio en el Pacífico Central; ambas terminan el 30 de noviembre. Estas fechas describen históricamente el período de cada año en el que se forman la mayoría de los ciclones tropicales en la cuenca del océano Pacífico y se adoptan por convención. Sin embargo, la formación de ciclones tropicales es posible en cualquier época del año, como lo ilustra la formación de la tormenta tropical Andrés el 9 de mayo, que se convirtió en la tormenta tropical en formación más temprana en el noreste del Pacífico propiamente dicho (al este de 140°W de longitud) el registro.
En junio, la tormenta tropical Dolores tocó tierra cerca de la frontera de los estados mexicanos de Colima y Michoacán, causando la muerte de tres personas y causando daños asegurados por valor de 50 millones de dólares. Apenas una semana después, el huracán Enrique pasó paralelo a la costa oeste de México, causando dos muertes adicionales y una cantidad similar de daños. En agosto, el huracán Nora tocó tierra en el estado de Jalisco y avanzó en paralelo a la costa del Pacífico de México hasta disiparse, lo que provocó daños estimados en 100 millones de dólares y tres muertes más. Menos de dos semanas después, el huracán Olaf tocó tierra en Baja California Sur como huracán de categoría 2. En octubre, el huracán Pamela azotó Nayarit con una intensidad de categoría 1, dejando cuatro personas desaparecidas y graves inundaciones. Más tarde ese mes, el huracán Rick azotó cerca de la frontera entre Michoacán y Guerrero en su máxima intensidad como un fuerte huracán de categoría 2.

## Pronósticos
Los pronósticos incluyen cambios semanales y mensuales en factores importantes que ayudan a determinar la cantidad de tormentas tropicales, huracanes y huracanes importantes dentro de un año en particular. Según Administración Nacional Oceánica y Atmosférica (NOAA), la temporada promedio de huracanes en el Pacífico entre 1991 y 2020 contenía aproximadamente 15 tormentas tropicales, 8 huracanes y 4 huracanes mayores. La  Administración Nacional Oceánica y Atmosférica (NOAA) generalmente clasifica una temporada como superior al promedio, promedio o inferior al promedio según el índice ACE acumulativo, pero ocasionalmente también se considera el número de tormentas tropicales, huracanes y huracanes importantes dentro de una temporada de huracanes.
El 12 de mayo de 2021, el Servicio Meteorológico Nacional emitió su pronóstico para la temporada, pronosticando un total de 14 a 20 tormentas nombradas, 7 a 10 huracanes y 4 a 5 huracanes mayores por desarrollar. El 20 de mayo de 2021, la Administración Nacional Oceánica y Atmosférica (NOAA) emitió su pronóstico, pidiendo una temporada por debajo de lo normal a casi normal con 12 a 18 tormentas nombradas, 5 a 10 huracanes, 2 a 5 huracanes mayores y un índice de energía ciclónica acumulada de 65% a 120% de la mediana. Los factores que esperaban que redujeran la actividad eran las temperaturas de la superficie del mar cercanas o inferiores al promedio en el Pacífico oriental y El Niño-Oscilación del Sur que permanecía en la fase neutral, con la posibilidad de que se desarrollara La Niña.

## Resumen de la temporada

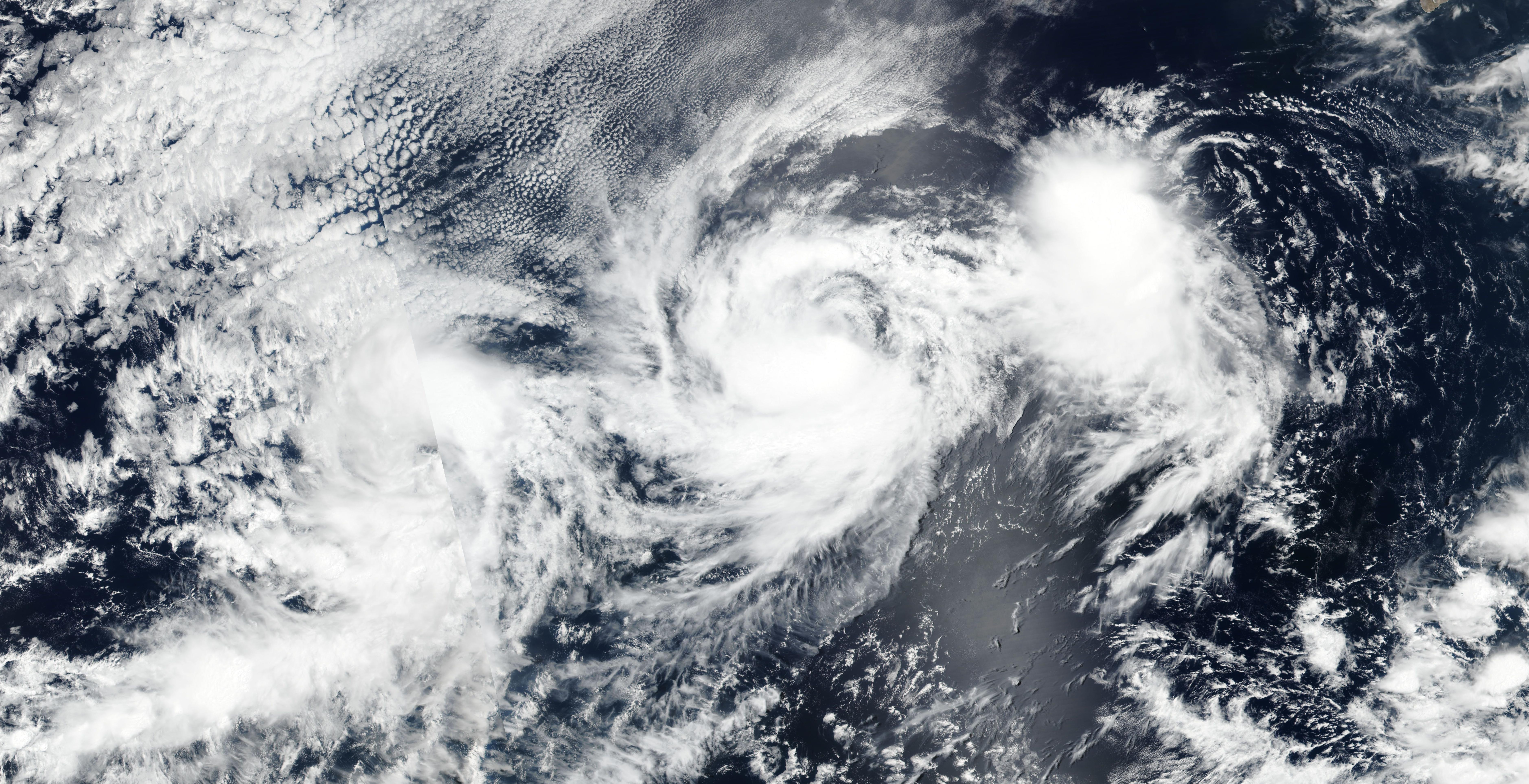
Tres ciclones tropicales presentes en el Pacífico Este simultáneamente el 2 de agosto. De derecha a izquierda; Ignacio, Hilda, y una perturbación que eventualmente se convertiría en Jimena.

La temporada de huracanes en el Pacífico comenzó el 15 de mayo en el Pacífico oriental y el 1 de junio en el Pacífico central. La actividad general incluyó 19 tormentas con nombre, 8 huracanes y 2 huracanes importantes. El total de tormentas nombradas estuvo por encima del promedio de 1991-2020, mientras que la cantidad de huracanes fue promedio y la suma de huracanes importantes estuvo por debajo del promedio. La fecha de inicio oficial fue precedida por la formación de la tormenta tropical Andrés, la primera tormenta nombrada registrada en el Pacífico oriental. Fue acompañado por la tormenta tropical Blanca a finales de mayo. El mes siguiente incluyó la formación de las tormentas tropicales Carlos y Dolores, además del huracán Enrique. Mientras Carlos permanecía lejos de tierra, Dolores tocó tierra en la costa de México y Enrique provocó impactos en las secciones suroeste del país mientras pasaba cerca de la costa.. La actividad estacional por encima del promedio continuó en julio con el desarrollo de los huracanes Felicia e Hilda, la tormenta tropical Guillermo y la depresión tropical Nueve-E; ninguno de estos ciclones impactó tierra. En agosto, el huracán Nora tocó tierra a lo largo de la costa centro-occidental de México. Su formación estuvo precedida por el huracán Linda y las tormentas tropicales Ignacio, Kevin y Marty, que no tocaron tierra. Septiembre marcó un cambio radical en la actividad de los meses anteriores, ya que solo contó con Olaf, que azotó a San José del Cabo como un huracán de categoría 2.. Dos huracanes, Pamela y Rick, tocaron tierra en la costa de México en octubre. Dos tormentas adicionales, Terry y Sandra, se desarrollaron en noviembre, el cuarto noviembre consecutivo con al menos una tormenta con nombre. Además, esos ciclones existieron simultáneamente, la primera ocurrencia en el Pacífico Oriental durante noviembre registrada. El índice de Energía Ciclónica Acumulada (ECA) para la temporada de huracanes del Pacífico de 2021, en total fue de 94.7175 unidades.

## Ciclones tropicales

### Tormenta tropical Andrés
El 7 de mayo de 2021, se formó un sistema de baja presión a varios cientos de millas al suroeste de la costa sur de México y se pronosticó que se movería a condiciones más favorables para el fin de semana. Para el 8 de mayo, las tormentas eléctricas de la perturbación comenzaron a organizarse rápidamente y el sistema fue designado como depresión tropical Uno-E a las 09:00 UTC del día siguiente. En ese momento, el centro del sistema quedó bien definido y se ubicó al este de una masa de convección bien organizada a pesar del impacto negativo de la cizalladura moderada del viento del oeste-suroeste en el sistema. Según los datos del dispersómetro y las estimaciones de los satélites, la depresión se convirtió en tormenta tropical Andrés seis horas después, convirtiéndose en la primera tormenta con nombre en el Pacífico noreste (al este de 140°W) registrada en la era de los satélites, rompiendo el récord anterior de la tormenta tropical Adrian. en 2017 por 12 horas. Sin embargo, Andrés no tenía características de bandas y su apariencia se volvió más irregular en las imágenes de satélite a medida que se movía hacia un área con condiciones cada vez más hostiles. Poco después, la cizalladura del viento provocó que la circulación de la tormenta se alargara y la cima de las nubes se calentara. Andrés se debilitó a una depresión tropical a las 21:00 UTC del 10 de mayo cuando su centro quedó desprovisto de actividad convectiva y las tormentas restantes se desplazaron hacia el este del centro de circulación de la tormenta. Posteriormente, Andrés degeneró en un mínimo remanente a las 15:00 UTC del 11 de mayo.
Las tormentas exteriores de Andrés produjeron fuertes lluvias en el suroeste de México. La humedad de la tormenta provocó lluvias intensas e incluso una granizada en el este del Estado de México, incluida la capital del estado, Toluca. Los vehículos quedaron varados en las inundaciones, algunos árboles pequeños fueron derribados y unas 50 casas resultaron dañadas por la inundación de un río. 30 autos también quedaron varados en un estacionamiento inundado de una iglesia en Metepec.

### Tormenta tropical Blanca
El 24 de mayo de 2021, el Centro Nacional de Huracanes (NHC; por sus siglas en inglés) notó por primera vez un área de baja presión para desarrollarse al sur de la costa de México para una posible ciclogénesis tropical. Cuatro días después, finalmente se formó un área de baja presión a unos doscientos kilómetros al sur del país. El bajo estaba inicialmente incrustado dentro de una gran depresión monzónica y estaba interactuando con otro sistema al este. Sin embargo, a medida que se movía gradualmente hacia el oeste-noroeste, el sistema se volvió más organizado y mejor definido, y para las 21:00 UTC del 30 de mayo, se clasificó como depresión tropical Dos-E. La depresión continuó volviéndose gradualmente más simétrica, a pesar de sus circulaciones desplazadas de nivel bajo y medio. Al día siguiente, Dos-E se convirtió en tormenta tropical y recibió el nombre de Blanca. Un ciclón relativamente compacto, Blanca ganó fuerza rápidamente durante el día 31 de mayo, alcanzando su intensidad máxima a las 09:00 UTC del 1 de junio con vientos de 60 mph (95 km/h) y una presión de 998 mb (29,47 inHg). Poco después, la cizalladura vertical del viento debilitó a Blanca, ya que su circulación de bajo nivel quedó parcialmente expuesta en las imágenes de satélite más tarde en el día. Blanca continuó debilitándose el 2 de junio debido a la cizalladura del viento y al arrastre de aire seco y estable a su circulación. Blanca se debilitó aún más hasta convertirse en una depresión tropical más tarde ese día. Blanca degeneró en un ciclón postropical temprano el 4 de junio cuando la actividad de la tormenta se disipó por completo.

### Tormenta tropical Carlos
El 2 de junio, el Centro Nacional de Huracanes (NHC) notó el posible desarrollo de un área de baja presión ubicada a varios kilómetros de la costa suroeste de México en los próximos cinco días. Un día después, se formó la zona de baja presión y se ubicó en condiciones favorables. Sin embargo, el 8 de junio, ya no se esperaba la ciclogénesis como resultado de la actividad limitada de las tormentas debido al aire seco y la fuerte cizalladura del viento. El 10 de junio, el área de baja presión comenzó a producir más actividad de tormenta y una vez más fue monitoreada por una posible ciclogénesis a medida que atravesaba condiciones ambientales favorables. A las 21:00 UTC del 12 de junio, había alcanzado una circulación compacta de bajo nivel con convección más desarrollada, lo que llevó al Centro Nacional de Huracanes (NHC) a designar la perturbación depresión tropical Tres-E. Seis horas después, Tres-E se convirtió en una tormenta tropical y se le dio el nombre de Carlos después de que las imágenes de satélite indicaran una organización mejorada y bandas convectivas en el sistema. Carlos se fortaleció gradualmente a lo largo del 13 de junio y alcanzó la intensidad máxima alrededor de las 15:00 UTC con vientos de 50 mph (80 km/h) y una presión mínima de 1000 milibares. Sin embargo, el 14 de junio temprano, la organización de Carlos comenzó a degradarse debido al aire muy seco en su proximidad y al aumento de la cizalladura del viento. Carlos se debilitó a una depresión tropical a las 21:00 UTC de ese día, ya que la mayor parte de su convección se disipó. Carlos estaba casi desprovisto de convección, excepto por un pequeño estallido convectivo al día siguiente. El 16 de junio, Carlos degeneró hasta quedar bajo cuando toda la convección se disipó debido a las enormes cantidades de aire seco.

### Tormenta tropical Dolores
El 15 de junio de 2021, el Centro Nacional de Huracanes (NHC) marcó por primera vez el posible desarrollo de un área de baja presión ubicada a varias millas de la costa suroeste de México. Un día después, se formó la baja presión y estaba produciendo lluvias y tormentas desorganizadas. Se esperaba que la perturbación pasara a condiciones ambientales conductoras durante los próximos días. El 18 de junio a las 09:00 UTC, el Centro Nacional de Huracanes (NHC) evaluó que se había fortalecido en la depresión tropical Cuatro-E, después de que un pase del dispersómetro indicara una circulación cerrada junto con la convección circundante volviéndose más bien definida. Seis horas después, la convección de la tormenta se hizo aún más pronunciada y la depresión se fortaleció hasta convertirse en la tormenta tropical Dolores a medida que se establecieron las características de las bandas. El 19 de junio a las 15:00 UTC, Dolores tocó tierra sobre la frontera Michoacán-Colima según imágenes satelitales. A medida que avanzaba hacia el interior, se debilitó rápidamente hasta convertirse en una depresión el 20 de junio a las 03:00 UTC. A las 09:00 UTC del mismo día, el Centro Nacional de Huracanes (NHC) lo declaró como un remanente bajo mientras el sistema se movía sobre terreno montañoso.
Dolores produjo una amplia extensión de 5 pulgadas (130 mm) o más de lluvia en el suroeste de México, incluida una acumulación máxima de 17,31 pulgadas (440 mm) en Callejones, Colima. Al menos 20 municipios de Michoacán se vieron afectados por inundaciones o árboles arrancados, bloqueando muchas rutas a través de estas comunidades. En Jalisco, el río Marabasco se desbordó, aislando brevemente 80 viviendas. A lo largo de Guerrero, Michoacán, Colima y Jalisco, más de 50,000 clientes se quedaron sin electricidad. El daño general a más de 1,000 estructuras ascendió a más de $50 millones. Tres personas murieron por un rayo, dos en Oaxaca y una en Jalisco.

### Huracán Enrique
Una onda tropical salió de África el 14 de junio y atravesó Centroamérica una semana después. El sistema se fusionó a medida que avanzaba hacia el sur de México, convirtiéndose en la tormenta tropical Enrique a las 12:00 UTC del 25 de junio, ya que el sistema incipiente ya estaba produciendo vientos huracanados en el momento del desarrollo. La cizalladura del viento moderada inicialmente inhibió el ciclón, pero estos vientos desfavorables amainaron a última hora del 25 de junio, lo que permitió que el ciclón comenzara un período de 24 horas de rápida intensificación. Enrique se intensificó hasta convertirse en huracán alrededor de las 12:00 UTC del 26 de junio y alcanzó vientos máximos de 90 mph (150 km/h) a la mañana siguiente, ya que se caracterizó por un ojo lleno de nubes. La tormenta giró hacia el norte y luego volvió al noroeste, pasando a 45 millas (75 km) de la costa de México. El aire seco del terreno montañoso de ese país, y luego las aguas más frías, pronto hicieron que Enrique perdiera organización. A las 18:00 UTC del 30 de junio, la circulación cada vez más desordenada fue absorbida por una amplia depresión al este de Baja California.
Dos personas fallecieron por corrientes de resaca en Pie de la Cuesta, Guerrero. Al menos 207 viviendas resultaron dañadas por derrumbes y vientos provocados por Enrique en Guerrero. En Lázaro Cárdenas, Michoacán, las áreas se inundaron con más de 50 cm (19 pulgadas) de agua de inundación. Un total de 115,904 clientes se quedaron sin luz en Jalisco, aunque el 96% de los hogares regresaron con luz un par de horas después. También se produjo un corte de energía en toda la ciudad de Tepic.

### Huracán Felicia
El 9 de julio se identificó una perturbación de origen poco claro sobre América Central y el Pacífico oriental lejano. El sistema avanzó hacia el oeste sobre el océano abierto durante los días siguientes, convirtiéndose en una depresión tropical alrededor de las 00:00 UTC del 14 de julio y convirtiéndose en la tormenta tropical Felicia. seis horas después. Felicia experimentó inmediatamente una rápida intensificación, convirtiéndose en huracán a las 06:00 UTC del 15 de julio y en huracán mayor 24 horas después. Temprano el 17 de julio, el sistema alcanzó vientos máximos de 145 mph (230 km/h). En ese momento, Felicia mostró un ojo cálido encapsulado por un anillo de convección de -70 °C (-94 °F) y pequeñas bandas de lluvia adicionales fuera de la pared del ojo, un signo característico de un ciclón tropical anular. También fue una tormenta muy pequeña, con vientos huracanados que se extendían a solo 25 km (15 millas) del centro. Después de un breve giro hacia el oeste, Felicia reanudó un movimiento hacia el oeste-noroeste hacia condiciones ambientales mucho más hostiles el 18 de julio. El ciclón se debilitó rápidamente y degeneró a un mínimo remanente a las 18:00 UTC del 20 de julio mientras se encontraba muy al este de Hawái. El flujo de viento de bajo nivel dirigió el remanente bajo de Felicia hacia el oeste-suroeste, y se abrió en una depresión dos días después.

### Tormenta tropical Guillermo
Una onda tropical se movió frente a la costa de África el 6 de julio y emergió en la cuenca del Pacífico oriental una semana después, donde el entorno de fondo ya favorecía el giro ciclónico. En consecuencia, una perturbación generada a lo largo del eje de la onda se convirtió en una depresión tropical a las 00:00 UTC del 17 de julio y más adelante en la tormenta tropical Guillermo dentro de las doce horas. Una potente dorsal empujó al ciclón hacia el oeste-noroeste, mientras que una combinación favorable de baja cizalladura del viento y temperaturas oceánicas muy cálidas permitieron que se intensificara. Guillermo alcanzó vientos máximos de 60 mph (95 km/h) el 18 de julio a pesar de una apariencia de satélite un poco menos organizada. Alrededor de este tiempo, la tormenta produjo ráfagas con fuerza de tormenta tropical en las islas Socorro y Clarión. Después de su punto máximo, Guillermo encontró aguas más frías y una mayor cizalladura del viento, lo que finalmente provocó que degenerara a un mínimo remanente a las 00:00 UTC del 20 de julio. El mínimo se movió más rápido hacia el oeste-suroeste antes de ser absorbido por un valle al día. más tarde lejos de la tierra.

### Huracán Hilda
El 24 de julio, se formó una perturbación cerca del sur del Golfo de Tehuantepec, que se movía paralelamente a la costa del sur de México. A medida que se alejaba de la costa de México, la perturbación se fue organizando gradualmente y el 28 de julio se formó un área de baja presión, ya que las imágenes satelitales mostraron que la actividad de la lluvia asociada mostraba signos de organización. El área de baja presión se organizó aún más, con un par de pases ASCAT que mostraron que el área de baja presión se había fortalecido significativamente y estaba produciendo vientos con fuerza de tormenta tropical, con la circulación bien definida en las imágenes de satélite. El 30 de julio, fue designada como tormenta tropical. Hilda se intensificó a una tormenta tropical de alto nivel un día después cuando se desarrolló una densa nubosidad central. Más tarde, Hilda se intensificó aún más hasta convertirse en un huracán cuando apareció un ojo de corta duración en su densa nubosidad central. Hilda tuvo una apariencia similar al día siguiente, con su centro ubicado al norte de su densa nubosidad central. Hilda desarrolló brevemente un ojo de nivel medio cerrado al día siguiente, aunque los centros de nivel medio y bajo no estaban apilados debido a la cizalladura del viento. Sin embargo, se volvió menos organizado más tarde ese día, con un ojo menos definido y una pared del ojo incompleta. Al día siguiente, Hilda se degradó a una tormenta tropical de alto nivel ya que la pared del ojo ya no estaba bien definida, mientras que la convección continuaba latiendo en el semicírculo sur. La convección profunda siguió disminuyendo debido a la cizalladura, las aguas más frías y el aire más estable. Para el 5 de agosto, Hilda se debilitó a depresión tropical después de un rápido debilitamiento de la convección cerca del centro. Sin embargo, la convección volvió a pulsar más tarde. El 6 de agosto, a las 03:00 UTC, Hilda se convirtió en un ciclón postropical, ya que se quedó sin convección profunda debido a las temperaturas de la superficie del mar por debajo de los 23 °C (73 °F).

### Tormenta tropical Jimena
El 26 de julio, el Centro Nacional de Huracanes (NHC) notó una perturbación ubicada a unas 700 millas (1,125 km) al sur-suroeste del extremo sur de Baja California. El sistema se movió en paralelo a otra perturbación que luego se convirtió en el huracán Hilda. A las 21:00 UTC del 30 de julio, la perturbación alcanzó un centro de circulación bien definido con suficiente convección organizada y se clasificó como depresión tropical, con la designación Nueve-E. Inicialmente se pronosticó que la depresión se convertiría en una tormenta tropical, pero no lo hizo debido al aire seco y la cizalladura del viento causada por el cercano huracán Hilda. Temprano el 1 de agosto, el sistema degeneró en un mínimo remanente. Aunque Nueve-E era una baja tropical, el Centro Nacional de Huracanes (NHC) siguió monitoreando el sistema para un mayor desarrollo. El 4 de agosto volvió a intensificarse en una depresión tropical manteniendo dos bandas de lluvia en una circulación ligeramente alargada. Al día siguiente, a las 09:00 UTC, la depresión se intensificó hasta convertirse en una tormenta tropical, y el Centro Nacional de Huracanes (NHC) la nombró como Jimena, ya que la convección profunda de la tormenta había aumentado cerca del centro de bajo nivel y, según las imágenes de satélite, la tormenta estaba produciendo vientos con fuerza de tormenta tropical. Posteriormente, la convección disminuyó el 6 de agosto, ya que se movió sobre temperaturas más frías de la superficie del mar y se encontró con una fuerte cizalladura del viento y una masa de aire seca. Sin embargo, a pesar de todo esto, Jimena manejó su intensidad, ya que siguió produciendo vientos con fuerza de tormenta tropical, según datos de ASCAT. También continuó persistiendo una masa convectiva profunda sobre el centro de Jimena. A las 21:00 UTC, el Centro Nacional de Huracanes (NHC) emitió su último aviso, degradando el sistema a una depresión tropical cuando entró en el área de responsabilidad de la Centro de Huracanes del Pacífico Central (CPHC). Su convección profunda se debilitó significativamente a medida que se movía sobre temperaturas frías de la superficie del mar, lo que provocó que Jimena se debilitara. Posteriormente, la Centro de Huracanes del Pacífico Central (CPHC) emitió su único boletín para Jimena a las 03:00 UTC del día siguiente, indicando que Jimena se había convertido en un ciclón postropical ya que su convección profunda se había derrumbado por completo.

### Tormenta tropical Ignacio
Un desfile de ondas tropicales ingresó al Pacífico oriental a fines de julio. A las 12:00 UTC del 1 de agosto, una ola generó una perturbación que había ganado suficiente organización para ser designada depresión tropical. Una cizalladura del viento moderada inhibió el sistema recién formado y, aunque se intensificó hasta convertirse en la tormenta tropical Ignacio un día después, el sistema no logró organizarse más allá de esa fuerza ya que su circulación de bajo nivel se separó de la actividad convectiva asociada. Alrededor de este tiempo, el sistema produjo ráfagas con fuerza de tormenta tropical en la isla Socorro. Más tarde, el 2 de agosto, Ignacio comenzó a sucumbir al aire cada vez más seco y las aguas más frías. Degeneró en un mínimo remanente alrededor de las 00:00 UTC del 4 de agosto, que se movió erráticamente hasta disiparse al suroeste de Baja California doce horas después.

### Tormenta tropical Kevin
Una onda tropical ingresó al Pacífico oriental el 1 de agosto y la perturbación resultante se organizó en una depresión tropical alrededor de las 12:00 UTC del 7 de agosto. El ciclón recién formado se intensificó rápidamente en medio de niveles medios muy altos de humedad y temperaturas oceánicas, convirtiéndose en la tormenta tropical Kevin seis horas más tarde y alcanzando vientos máximos de 65 mph (100 km/h) el 8 de agosto. La cizalladura del viento aumentó abruptamente más tarde ese día, limitando la convección de la tormenta en el semicírculo occidental. Kevin pasó cerca de la isla Clarión el 10 de agosto mientras avanzaba hacia el oeste y luego hacia el oeste-noroeste, produciendo allí ráfagas con fuerza de tormenta tropical. A las 12:00 UTC del 12 de agosto, toda la convección asociada se disipó y el sistema degeneró a un mínimo remanente. La baja se curvó al noroeste y se disipó al oeste de Baja California Sur el 15 de agosto.

### Huracán Linda
Una onda tropical se movió hacia el Pacífico oriental el 6 de agosto, generando un área de clima alterado que posteriormente se convirtió en una depresión tropical alrededor de las 06:00 UTC del 10 de agosto. Se movió generalmente hacia el oeste, intensificándose en la tormenta tropical Linda seis horas más tarde y organizándose más allá. ese punto, pero sucumbiendo temporalmente a un poco de aire seco y cizalladura del viento. A medida que esos factores disminuyeron, Linda se convirtió en huracán el 12 de agosto y pronto comenzó a intensificarse rápidamente sobre las cálidas aguas del océano, un proceso que culminó convirtiéndose en el segundo y último gran huracán de la temporada a las 18:00 UTC del 13 de agosto. Al día siguiente, Linda alcanzó su punto máximo como un ciclón de categoría 4 con vientos de 130 mph (215 km/h). Entre el 14 y el 15 de agosto, la tormenta pasó por un ciclo de reemplazo de la pared del ojo. Al igual que el huracán Felicia, Linda pronto adquirió las características de un huracán anular, con un ojo de 75 km (45 mi) de ancho rodeado de convección profunda y simétrica y pocas bandas adicionales. El huracán fluctuó en intensidad durante los días siguientes a medida que avanzaba sobre temperaturas oceánicas variables y a través de un aire más seco. A última hora del 18 de agosto, Linda avanzó sobre aguas oceánicas a menos de 26 °C (79 °F), lo que provocó un rápido debilitamiento. El sistema finalmente degeneró en un remanente de fuerza de vendaval bajo a las 18:00 UTC del 19 de agosto. Más tarde cruzó a la cuenca del Pacífico Central.
Los restos de la tormenta luego arrojaron fuertes lluvias del 22 al 24 de agosto en Hawái, con 3 a 7 pulgadas (76 a 178 mm) cayendo a lo largo de las laderas occidentales.

### Tormenta tropical Marty
El huracán Grace del Atlántico golpeó a México continental como un huracán de categoría 3 el 21 de agosto. Aunque el centro de nivel bajo de esa tormenta se disipó sobre el terreno montañoso de México, su circulación de nivel medio emergió hacia el Pacífico oriental y pronto quedó rodeada por una convección profunda. Esa actividad tormentosa generó un nuevo centro de superficie separado del anterior de Grace, y una mayor organización de la perturbación condujo a la formación de la tormenta tropical Marty a las 00:00 UTC del 23 de agosto. La tormenta tropical recién bautizada alcanzó vientos máximos de 45 mph (75 km/h) temprano el 23 de agosto, pero comenzó a debilitarse poco después a medida que aumentaba la cizalladura del viento. Marty se movió hacia el oeste cuando encontró un entorno cada vez más hostil de aire seco y aguas más frías, lo que resultó en su degeneración a un mínimo remanente a las 06:00 UTC del 24 de agosto. Tres días después, se disipó en un pozo al oeste-suroeste de Baja California Sur.

### Huracán Nora
El 19 de agosto, se formó un área de clima perturbado al oeste de la costa sur de México, que estaba produciendo tormentas eléctricas desorganizadas. Un día después, el sistema quedó mejor definido y también se notaron signos de organización de chubascos y nubes de tormenta. El 25 de agosto, a las 11:00 UTC, el sistema desarrolló una circulación bien definida cuando el pase del dispersómetro mostró que estaba produciendo vientos con fuerza de tormenta tropical. Por lo tanto, el Centro Nacional de Huracanes (NHC) designó el sistema como depresión tropical Catorce-E. Un día después, a las 17:00 UTC, Catorce-E se intensificó hasta convertirse en una tormenta tropical, y el Centro Nacional de Huracanes (NHC) la nombró Nora porque su convección profunda se había organizado significativamente junto con una curvatura mejorada de sus bandas. El 28 de agosto, a las 11:00 UTC, Nora se intensificó hasta convertirse en un huracán de categoría 1, ya que su estructura central interna se definió aún más con la formación de una pared del ojo de bajo nivel. Nora tocó tierra en Jalisco, después de lo cual bordeó las costas de Nayarit y Sinaloa como una tormenta que se debilitaba y se disipó rápidamente el 30 de agosto a medida que avanzaba hacia el interior. Trajo daños considerables a México, matando a dos personas y dejando seis desaparecidos debido a un deslizamiento de tierra en Cabo Corrientes. También había causado inundaciones y deslizamientos de tierra. Los daños causados por el paso de Nora al país alcanzaron los 200 millones de pesos (US$10 millones). Los restos de Nora provocaron fuertes lluvias en Arizona, Colorado y Utah.

### Huracán Olaf
Una onda tropical salió de África el 22 de agosto. Se fracturó dos veces en los días siguientes, y partes del eje de la onda original generaron las tormentas tropicales Kate y Mindy en el Atlántico. La parte sur de la ola continuó hacia el Pacífico Oriental el 2 de septiembre, donde condujo a la formación de una nueva depresión tropical alrededor de las 18:00 UTC del 7 de septiembre a unas 230 millas (370 km) al oeste-suroeste de Manzanillo, Colima. El sistema se desplazó hacia el noroeste en corrientes de dirección débiles, mientras que los parámetros ambientales favorables permitieron que se intensificara. La depresión se convirtió en tormenta tropical Olaf alrededor de las 12:00 UTC del 8 de septiembre y Olaf se convirtió en huracán 24 horas después. El ojo del ciclón y la presentación general continuaron mejorando hasta el 10 de septiembre, y Olaf alcanzó su punto máximo como huracán de categoría 2 con vientos de 105 mph (165 km/h) a las 02:50 UTC de ese día. Al mismo tiempo, tocó tierra cerca de San José del Cabo, Baja California Sur. La tormenta solo se debilitó lentamente sobre tierra, pero este proceso se aceleró a medida que continuaba hacia el aire estable en alta mar. Se curvó hacia el oeste y degeneró en un mínimo remanente alrededor de las 06:00 UTC del 11 de septiembre. El mínimo continuó en esa dirección durante otro día antes de disiparse.
Cuando Olaf fue paralelo a la costa de México, produjo un total de lluvia de hasta 4 pulgadas (100 mm) en Jalisco, lo que resultó en inundaciones localizadas. Un hombre murió allí después de un deslizamiento de tierra. Las acumulaciones de lluvia fueron generalmente similares en toda la península de Baja California, aunque se observó un valor máximo de 9,27 pulgadas (235 mm) en El Triunfo. Muchas estaciones meteorológicas cerca de la ubicación de la llegada a tierra de Olaf se quedaron sin energía tras el acercamiento final de la tormenta, pero, no obstante, se registraron vientos generalizados con fuerza de tormenta tropical. Los fuertes vientos dañaron hoteles, arrancaron árboles y derribaron líneas eléctricas. Más de 190,000 clientes en toda la península de Baja California se quedaron sin electricidad en el punto álgido de la tormenta. El daño total se estimó en $10 millones, enfocado principalmente en La Paz y Los Cabos.

### Huracán Pamela
Una onda tropical emergió en el Pacífico oriental el 8 de octubre y rápidamente se organizó en una depresión tropical a las 06:00 UTC del 10 de octubre. El sistema se movió hacia el oeste-noroeste, en paralelo a la costa de México inicialmente después de la formación, y se intensificó en tormenta tropical Pamela seis horas después. A lo largo de la duración de Pamela, el Centro Nacional de Huracanes (NHC) destacó la expectativa de que un huracán potencialmente mayor se intensifique rápidamente hacia la costa de México. A pesar de estas proyecciones, la tormenta sufrió primero una cizalladura moderada del viento del norte y luego la intrusión de aire seco, lo que provocó que la tormenta fluctuara en intensidad durante los próximos días. Se convirtió en huracán alrededor de las 06:00 UTC del 12 de octubre, se debilitó a partir de entonces y recuperó la fuerza de huracán temprano al día siguiente. Pamela mantuvo vientos de 75 mph (120 km/h) mientras recurría al noreste por delante de una amplia vaguada en el nivel superior, y tocó tierra con esa intensidad justo al norte de Mazatlán, Sinaloa, a las 12:30 UTC del 13 de octubre. Los efectos ambientales hicieron que Pamela se disipara rápidamente poco antes de las 00:00 UTC del 14 de octubre sobre el norte de México.
Aunque Pamela tocó tierra en un lugar remoto, sus efectos se extendieron por gran parte del noroeste de México. En Colima y Nayarit, acumulaciones generalizadas de lluvia de 4 a 8 pulgadas (100 a 200 mm), con totales aislados de hasta 12 pulgadas (300 mm), provocaron inundaciones generalizadas. Numerosas comunidades locales quedaron inundadas o aisladas, con personas varadas y carreteras colapsadas. Los cultivos sufrieron grandes pérdidas. Las ráfagas de viento en Sinaloa dañaron las estructuras, ya sea directamente o por el desarraigo de muchos árboles. En el sur de los Estados Unidos, los remanentes de Pamela se combinaron con un frente frío, lo que llevó a un área extendida de 3 a 6 pulgadas (76 a 152 mm) de lluvia total, con cantidades localmente más altas. Tres personas murieron como resultado de Pamela, dos en Texas cuando los vehículos cayeron de un puente en el arroyo Martinez cerca de San Antonio y una en Nayarit cuando una persona fue arrastrada al río Acaponeta.

### Huracán Rick
El 16 de octubre se formó una colección de convección sobre Colombia, Panamá y las aguas adyacentes del Caribe y el Pacífico oriental. La perturbación se desplazó hacia el oeste sin muchos cambios en su organización hasta que se convirtió en una depresión tropical a principios del 22 de octubre. El sistema se fortaleció hasta convertirse en tormenta tropical. Rick dentro de las seis horas posteriores a la formación y continuó intensificándose en medio de condiciones ambientales muy favorables a medida que se movía generalmente hacia el norte-noroeste. Rick se convirtió en huracán a principios del 23 de octubre, momento en el que el sistema desarrolló un ojo de alfiler en las imágenes de microondas. Después de alcanzar vientos de 90 mph (150 km/h), el sistema se debilitó abruptamente a medida que se erosionaba su estructura central interna. Sin embargo, el ciclón pronto desarrolló un gran ojo y alcanzó una intensidad máxima de 105 mph (165 km/h) temprano el 25 de octubre. Rick mantuvo estos vientos cuando tocó tierra en La Unión de Isidoro Montes de Oca, Guerrero, alrededor de 11:00 UTC. La tormenta se debilitó rápidamente una vez tierra adentro y se disipó antes de las 00:00 UTC del 26 de octubre.
Rick produjo al menos 4 pulgadas (100 mm) de lluvia en las secciones costeras de Guerrero y Michoacán, con una acumulación máxima de 11,06 pulgadas (281 mm) en Petacalco y Coyuquilla en Guerrero. Estas lluvias provocaron inundaciones repentinas que dejaron autos varados y causaron daños en toda la región, incluso tierra adentro en todo el estado de Morelos, donde murió un hombre en Tepoztlán. Cuatro ríos y arroyos se desbordaron a través de Zihuatanejo y Tecpan de Galeana, incluido el río Petatlán que cortó la carretera federal Acapulco-Zihuatanejo. Muchos árboles grandes fueron arrancados de raíz y se produjeron algunos daños en edificios entre Ixtapa y Lázaro Cárdenas. Rick provocó la evacuación de 402 personas y dañó 1,277 casas en 11 estados y 700 municipios. Cerca de 184.000 hogares se quedaron sin luz, concentrados especialmente en los estados de Michoacán y Guerrero. Se produjeron daños por valor de decenas de millones.

### Tormenta tropical Terry
Durante la mañana del 1 de noviembre, se formó un sistema de baja presión sobre el suroeste del Mar Caribe, justo al norte de Panamá. La ola cruzó Costa Rica y emergió en el Pacífico oriental el 3 de noviembre. La convección se organizó rápidamente a medida que el sistema se definió gradualmente mejor ese día, y la perturbación se convirtió en la depresión tropical Dieciocho-E a las 15:00 UTC del 4 de noviembre. El sistema permaneció desorganizado mientras avanzaba hacia el oeste durante los días siguientes, antes de organizarse en la tormenta tropical Terry a las 21:00 UTC del 7 de noviembre. Sin embargo, Terry se debilitó a depresión tropical a las 15:00 UTC del 8 de noviembre cuando se volvió menos organizado. La circulación de Terry se definió mejor más tarde ese día, aunque su convección permaneció mal organizada. A las 06:00 UTC del 10 de noviembre, la depresión se abrió en un canal de baja presión.
Terry afectó brevemente a Costa Rica y dañó alrededor de 11 casas y derribó algunos árboles. No se informaron muertes en Costa Rica, pero la baja forma de Terry también provocó daños en Panamá, hiriendo a una persona. Se emitió una alerta amarilla en México aunque no hubo daños allí. Como depresión, se emitió una alerta verde en las Islas Revillagigedo, aunque se suspendió unas horas después.

### Tormenta tropical Sandra
A las 19:00 UTC del 1 de noviembre, el Centro Nacional de Huracanes (NHC) comenzó a monitorear un área que se esperaba que se convirtiera en un área de baja presión varias millas al sur de la costa suroeste de México. El sistema se organizó aún más a la 01:00 UTC del 3 de noviembre, y el desarrollo adicional llevó al  Centro Nacional de Huracanes (NHC) a comenzar a emitir avisos sobre la depresión tropical Diecinueve-E a las 15:00 UTC del 7 de noviembre. A las 21:00 UTC del 7 de noviembre, la depresión se convirtió en tormenta tropical según los datos del dispersómetro, a pesar de que la apariencia de la tormenta se estaba degradando, y el  Centro Nacional de Huracanes (NHC) asignó a la tormenta el nombre de Sandra. Sin embargo, Sandra se debilitó a depresión tropical 24 horas después, después de que los datos del dispersómetro no pudieran encontrar vientos con fuerza de tormenta tropical. A las 21:00 UTC del 9 de noviembre, Sandra degeneró en un remanente bajo, después de que se descubriera que la circulación superficial de la tormenta se había abierto en un canal de baja presión.

## Nombres de los ciclones tropicales
Los siguientes nombres serán usados para los ciclones tropicales que se formen en el océano Pacífico este y central en 2021. Los nombres no usados están marcados con gris, y los nombres en negrita son de las tormentas formadas. Los nombres retirados, en caso, serán anunciados por la Organización Meteorológica Mundial en la primavera de 2022. Los nombres que no fueron retirados serán usados de nuevo en la temporada del 2027. Esta es la misma lista utilizada en la temporada del 2015 con la excepción del nombre de Pamela quien reemplazó a Patricia. El nombre Pamela es utilizado por primera vez.
| - Andrés - Blanca - Carlos - Dolores - Enrique - Felicia - Guillermo - Hilda | - Ignacio - Jimena - Kevin - Linda - Marty - Nora - Olaf - Pamela | - Rick - Sandra - Terry - Vivian (sin usar) - Waldo (sin usar) - Xina (sin usar) - York (sin usar) - Zelda (sin usar) |

Para las tormentas que se forman en el área de responsabilidad del Centro de Huracanes del Pacífico Central, que abarca el área entre 140 grados al oeste y la Línea internacional de cambio de fecha, todos los nombres se utilizan en una serie de cuatro listas rotatorias. Los siguientes cuatro nombres que se programarán para su uso en la temporada de 2021 se muestran a continuación de esta lista.
| - Hone (sin usar) - Iona (sin usar) | - Keli (sin usar) - Lala (sin usar) | - Moke (sin usar) - Nolo (sin usar) |

## Estadísticas de temporada
Esta es una tabla de todas los sistemas que se han formado en la temporada de 2021. Incluye su duración, nombres, áreas afectada(s), indicados entre paréntesis, daños y muertes totales. Las muertes entre paréntesis son adicionales e indirectas, pero aún estaban relacionadas con esa tormenta. Los daños y las muertes incluyen totales mientras que la tormenta era extratropical, una onda o un baja, y todas las cifras del daño están en USD 2021.
| DT | TT | 1 | 2 | 3 | 4 | 5 |

| Nombre                  | Fechas activo               | Categoría de tormenta en intensidad máxima | Vientos máx. (km/h) | Presión min (hPa) | ACE     | Áreas afectadas                                | Áreas afectadas | Áreas afectadas | Daños (en millones USD) | Muertos |
| Nombre                  | Fechas activo               | Categoría de tormenta en intensidad máxima | Vientos máx. (km/h) | Presión min (hPa) | ACE     | Lugar                                          | Fecha           | Vientos (km/h)  | Daños (en millones USD) | Muertos |
| ----------------------- | --------------------------- | ------------------------------------------ | ------------------- | ----------------- | ------- | ---------------------------------------------- | --------------- | --------------- | ----------------------- | ------- |
| Andrés                  | 9 – 11 de mayo              | Tormenta tropical                          | 65 (40)             | 1005              | 0.6125  | Ninguno                                        | Ninguno         | Ninguno         | N/A                     | 0       |
| Blanca                  | 30 de mayo – 3 de junio     | Tormenta tropical                          | 95 (60)             | 998               | 1.6725  | Ninguno                                        | Ninguno         | Ninguno         | N/A                     | 1       |
| Carlos                  | 12 – 16 de junio            | Tormenta tropical                          | 85 (50)             | 1003              | 1.295   | Ninguno                                        | Ninguno         | Ninguno         | N/A                     | 0       |
| Dolores                 | 18 – 20 de junio            | Tormenta tropical                          | 110 (70)            | 989               | 1.705   | Michoacán, Colima, México                      | 19 de junio     | 110 (70)        | $50 millones            | 3       |
| Enrique                 | 25 – 30 de junio            | Huracán categoría 1                        | 150 (90)            | 972               | 7.715   | Ninguno                                        | Ninguno         | Ninguno         | $50 millones            | 2       |
| Felicia                 | 14 – 20 de julio            | Huracán categoría 4                        | 230 (145)           | 945               | 21.415  | Ninguno                                        | Ninguno         | Ninguno         | N/A                     | 0       |
| Guillermo               | 17 – 20 de julio            | Tormenta tropical                          | 95 (60)             | 999               | 1.55    | Ninguno                                        | Ninguno         | Ninguno         | N/A                     | 0       |
| Hilda                   | 30 de julio – 6 de agosto   | Huracán categoría 1                        | 140 (85)            | 985               | 8.2525  | Ninguno                                        | Ninguno         | Ninguno         | N/A                     | 0       |
| Jimena                  | 30 de julio – 7 de agosto   | Tormenta tropical                          | 65 (40)             | 1004              | 0.6125  | Ninguno                                        | Ninguno         | Ninguno         | N/A                     | 0       |
| Ignacio                 | 1 – 4 de agosto             | Tormenta tropical                          | 65 (40)             | 1004              | 0.3675  | Ninguno                                        | Ninguno         | Ninguno         | N/A                     | 0       |
| Kevin                   | 7 – 12 de agosto            | Tormenta tropical                          | 100 (65)            | 994               | 3.1175  | Ninguno                                        | Ninguno         | Ninguno         | N/A                     | 0       |
| Linda                   | 10 – 20 de agosto           | Huracán categoría 4                        | 215 (130)           | 953               | 25.4275 | Ninguno                                        | Ninguno         | Ninguno         | N/A                     | 0       |
| Marty                   | 23 – 24 de agosto           | Tormenta tropical                          | 75 (45)             | 1002              | 0.6875  | Ninguno                                        | Ninguno         | Ninguno         | N/A                     | 0       |
| Nora                    | 25 – 30 de agosto           | Huracán categoría 1                        | 140 (85)            | 976               | 4.5575  | Costa noroeste de Jalisco, México              | 28 de agosto    | 130 (80)        | $125 millones           | 2       |
| Olaf                    | 7 – 11 de septiembre        | Huracán categoría 2                        | 165 (105)           | 968               | 3.7425  | San José del Cabo, Baja California Sur, México | 9 de septiembre | 155 (100)       | $10 millones            | 1       |
| Pamela                  | 10 – 13 de octubre          | Huracán categoría 1                        | 120 (75)            | 987               | 4.17    | Mazatlán, Sinaloa, México                      | 13 de octubre   | 120 (75)        | N/A                     | 0       |
| Rick                    | 22 – 26 de octubre          | Huracán categoría 2                        | 165 (105)           | 977               | 6.715   | Lázaro Cárdenas, Michoacán, México             | 25 de octubre   | 165 (105)       | N/A                     | 0       |
| Terry                   | 4 – 10 de noviembre         | Tormenta tropical                          | 75 (45)             | 1006              | 0.49    | Ninguno                                        | Ninguno         | Ninguno         | N/A                     | 0       |
| Sandra                  | 7 – 9 de noviembre          | Tormenta tropical                          | 65 (40)             | 1005              | 0.6125  | Ninguno                                        | Ninguno         | Ninguno         | N/A                     | 0       |
| Totales de la temporada |                             |                                            |                     |                   |         |                                                |                 |                 |                         |         |
| 19 ciclones             | 9 de mayo – 10 de noviembre |                                            | 230 (145)           | 945               | 94.7175 | '                                              | '               | '               | >$255 millones          | 13      |